# Cranach-Höfe

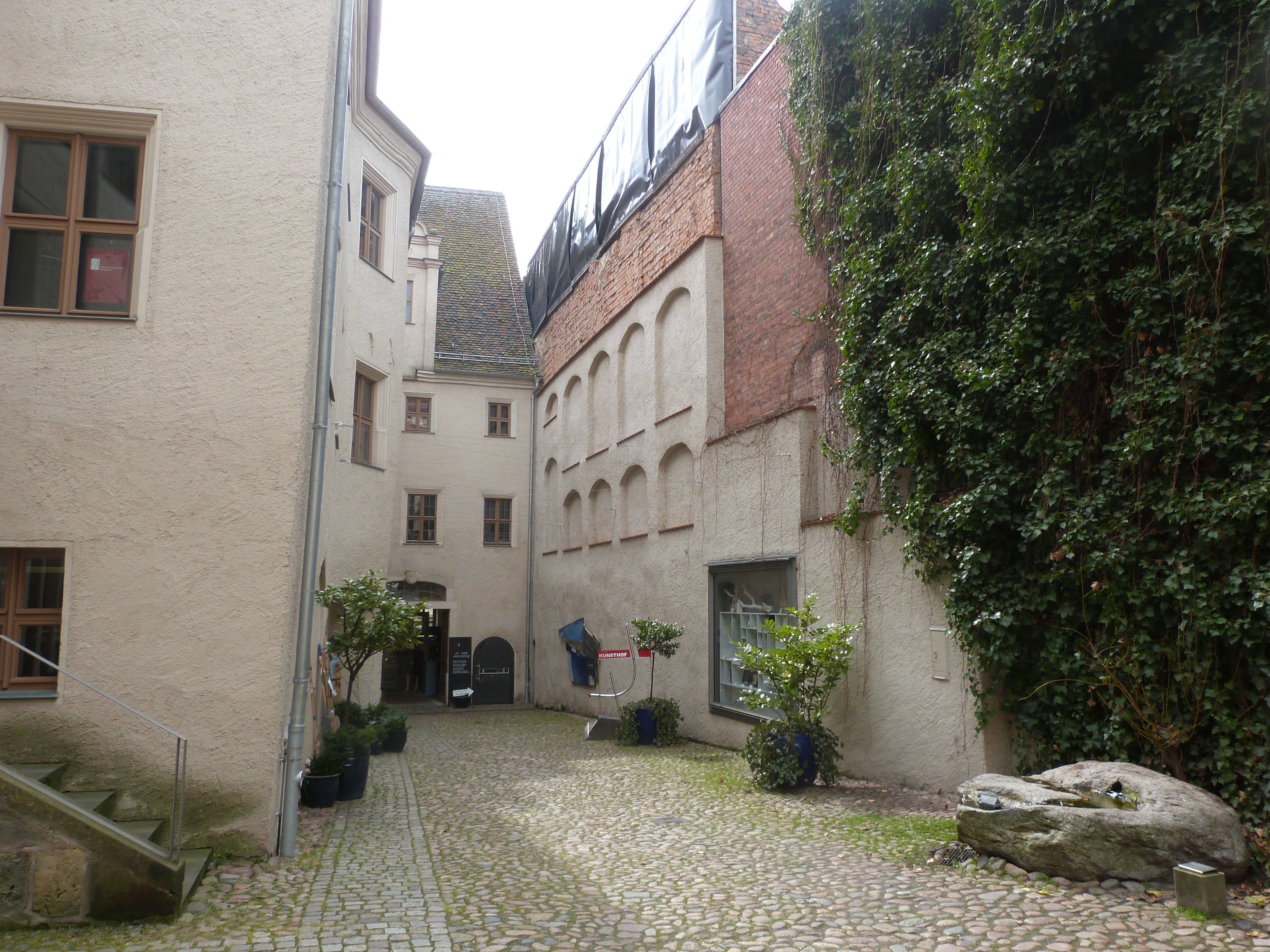
Cranach-Hof Markt 4 in der Lutherstadt Wittenberg

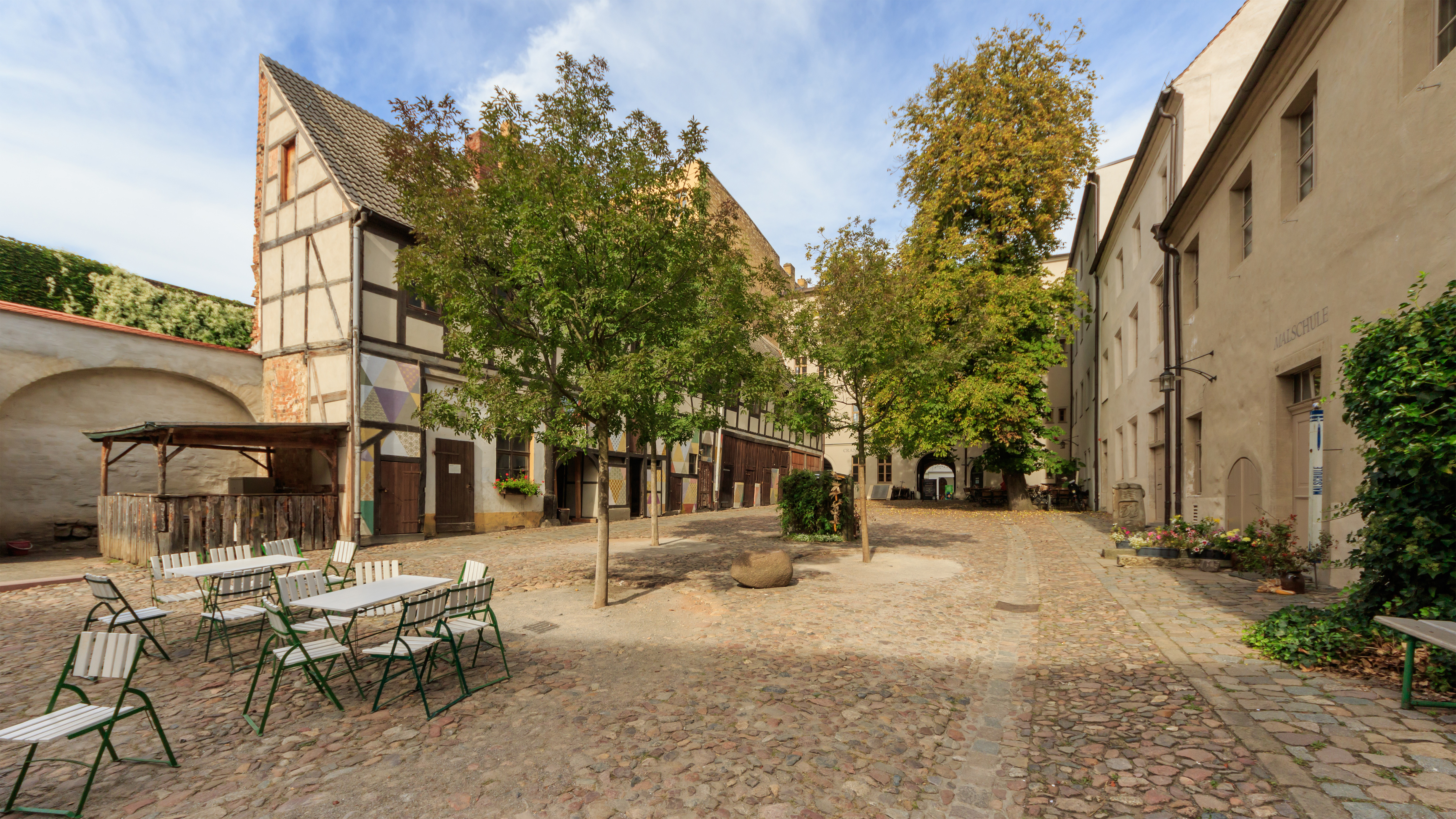
Cranach-Hof Schlossstraße 1

Die sogenannten Cranach-Höfe befinden sich in Wittenberg. 
1505 berief Kurfürst Friedrich der Weise den Maler Lucas aus Kronach in Franken an seinen Wittenberger Hof. Cranach lebte 40 Jahre in Wittenberg, wo er als eine der vielseitigsten Persönlichkeiten der Reformationszeit bleibende Spuren hinterließ. So befinden sich in der Stadt zwei seiner Wohnhäuser, in denen sich seine Werk- und Wirkungsstätten befanden. In diesen baugeschichtlich interessanten Denkmälern der Renaissance ist die Geschichte eines der berühmtesten Bürger Wittenbergs mit der Baugeschichte zweier Häuser vereint. 

## Markt 3 und 4
Cranach lebte zunächst in der Malerstube im Schloss, erwarb aber 1512 die Anwesen am Markt 3 und 4 in Wittenberg. Vermutlich hatte Cranach 1512 geheiratet und zog mit seiner Familie an den Markt. Hier baute er die erfolgreichste Malwerkstatt seiner Zeit auf. Um 1517/18 verkaufte er die Anwesen, kaufte Markt 4 aber 1522 zurück, um dort die mit seinem Geschäftspartner Christian Döring gegründete Druckerei einzurichten. Aus dieser gingen Drucke mit Weltbedeutung hervor, unter anderem Luthers Neues Testament in deutscher Sprache, das sogenannte Septembertestament.
Das Gebäude gilt als das Geburtshaus Lucas Cranach des Jüngeren und Benedikt Carpzovs, des Begründers des deutschen Strafrechts. Nach dem Weggang des Vaters leitete Lucas Cranach d. J. den Werkstattbetrieb eigenständig und erfolgreich weiter. 1533 bis 1535 erfuhr das Gebäude eine durchgreifende Erneuerung. Der gewölbte Längsflur im Erdgeschoss und die Fenstergewände stammen noch aus der Cranachzeit. 1541 erhielt das Haus der Schwiegersohn Lucas Cranachs d. J., Caspar Pfreundt, der in dem Anwesen eine Apotheke einrichtete.
Der Rokokostil prägte die Neugestaltungen um das Jahr 1771. Das dritte Obergeschoss wurde aufgestockt und das untere Dachgeschoss ausgebaut. Weitere Veränderungen im 19. und 20. Jahrhundert haben dazu geführt, dass über die Raumaufteilung zur Cranachzeit nur noch spekuliert werden kann. Während der umfangreichen Restaurierung des Ensembles ab 1995 wurden wertvolle Renaissancemalereien an Decken und Wänden entdeckt. Die Cranach-Stiftung zeigt in den Räumen des Erdgeschosses und der ersten Etage Wechselausstellungen. Zudem ist der Hof ein lebendiger Ort für Handwerk, Handel und Kommunikation geworden.
2009 wurde die Sanierung der Cranach-Höfe, die von den Behörden der DDR verfallen gelassen wurden, abgeschlossen. Im umgebauten Vorderhaus des Renaissance-Ensembles finden künftig Schüler einer Jugendkunstschule Quartier.

## Schlossstraße 1

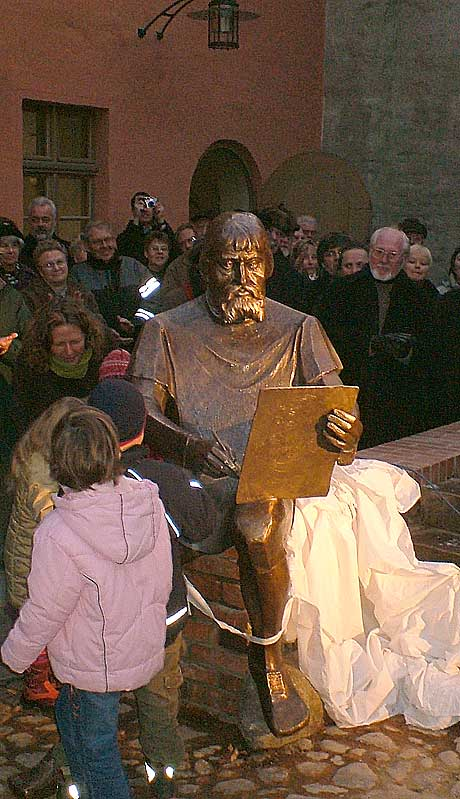
Einweihung des Cranachdenkmals 2005

1517/18 erwarb Cranach den damals größten Wittenberger Hof an der Schlossstraße 1, den er umbaute und um einen Seitenflügel zur Unterbringung der Werkstatt erweiterte. 1520 erhielt er das Apothekenprivileg. In der von ihm in diesem Anwesen eingerichteten Apotheke handelte er mit Sandstein, Papier, Farben, Zucker, Wachs, Gewürzen und Wein. 
1540 ließ Lucas Cranach der Ältere nach seinen Vorstellungen Haus und Anwesen umbauen. Während das Vorderhaus Wohnzwecken vorbehalten blieb, beherbergte der linke Seitenflügel die von Cranach und Christian Döring gegründete Buchdruckerei. Im Quergebäude, das den Hof des Hauses beschließt, befand sich die berühmte Malwerkstatt. Der Überlieferung nach soll Cranachs „Malerakademie“ in 84 heizbaren Zimmern und 16 Küchen untergebracht gewesen sein. Nachdem das Haus 1544 in den Besitz Lucas Cranachs d. J. gekommen war, fanden im späten 16. Jahrhundert einige Umbauten statt. Zwei Zwerchhäuser aus dieser Zeit auf der Traufenseite wurden aber bei der Belagerung von 1760 zerstört. 1773 erfolgten Erneuerungsarbeiten, sechs Jahre später zog hier die „Churf. Sächs. Privil. Apotheke zum Adler“ ein, die seit Cranachs Zeiten im Gebäude Markt 4 untergebracht war und auf die das Adlerrelief an der Nordostecke verweist. Ein drittes Obergeschoss erhielt das Gebäude erst 1830. Nach schweren Brandschäden 1871 gab es weitere bauliche Veränderungen. Dabei wurde das Durchfahrtsportal an das Westende des Hauses verlegt. In der Hofmitte befindet sich ein Röhrwasserbrunnen und am 27. November 2005 wurde das Denkmal Lucas Cranachs d. Ä. des Bildhauers Frijo Müller-Belecke eingeweiht.
2005 wurden die Cranach-Höfe zum Baudenkmal von nationaler Bedeutung erklärt.